# ویویان ماجندی
ویویان ماجندی (انگلیسی: Vivian Majendie؛ ۲۰ آوریل ۱۸۸۶ – ۱۳ ژانویه ۱۹۶۰) فرد نظامی اهل بریتانیا بود. وی همچنین برندهٔ جوایزی همچون نشان حمام شده‌است.